# Магомедова, Ханум Магомедовна
Магомедова Ханум Магомедовна — советский работник сельского хозяйства. Первый Герой Социалистического Труда на Северном Кавказе, первый заместитель Председателя Верховного Совета - депутат Верховного совета РСФСР III и IV созывов, депутат Верховного Совета Дагестанской АССР. Заслуженный работник сельского хозяйства СССР.

## Биография
Родилась в 1904 году в селе Урахи Даргинского округа Дагестанской области Российской империи в семье крестьянина, но жила и выросла с матерью в селе  Аямахи.
Трудовую деятельность начала в местной сельскохозяйственной артели «Коммуна».
В 1931 году окончила курсы звеньевых и стала звеньевой совхоза имени Ленина в селе Сергокала, позже стала бригадиром садоводческой бригады данного совхоза.
В 1947 году звеном Ханум Магомедовой был получен урожай пшеницы 42,47 центнера с гектара на площади девять гектаров.
За получение высокого урожая пшеницы Указом Президиума Верховного совета СССР от 09 марта 1948 года удостоена звания Героя Социалистического Труда с вручением медали «Серп и Молот» и ордена Ленина.
Избиралась депутатом и первым заместителем Председателя Президиума Верховного совета РСФСР — 3 и 4 созывов, депутатом Верховного совета ДАССР,.
Членом Дагестанского обкома КПСС, председатель Сергокалинского сельского совета.
Скончалась в 1991 году, похоронена в селе Сергокала.

## Семья
Магомед Магомедов - животновод, агроном, уроженец села Урахи.

## Память
- Агропромышленное предприятие им Ханум Магомедовой села Сергокала Республики Дагестан.
- Улица в Сергокале.

## Награды и звания
- Медаль «Серп и Молот»
- Орден Ленина
- Орден Трудового Красного Знамени
- Орден Трудового Красного Знамени
- Орден «Знак Почёта»
- Заслуженный работник сельского хозяйства СССР[источник не указан 1262 дня].